# Байесовская вероятность
Байесовская вероятность — интерпретация понятия вероятности, используемая в байесовской теории. Вероятность определяется как степень уверенности в истинности суждения. Для определения степени уверенности в истинности суждения при получении новой информации в байесовской теории используется теорема Байеса.

## История
Байесовская теория и байесовская вероятность названы в честь Томаса Байеса (1702—1761), доказавшего частный случай теоремы, сейчас называемой теоремой Байеса. Термин «байесовский» стал использоваться примерно в 1950 году, и большая часть того, что сейчас называется «байесовским», не имеет к Байесу прямого отношения. Лаплас доказал более общий случай теоремы Байеса и использовал её для решения задач небесной механики и медицинской статистики. Лаплас, однако, не считал эту теорему важной для развития теории вероятностей. Он придерживался классического определения вероятности.
Франк Рамсей в работе The Foundations of Mathematics (1931) первым выдвинул идею об использовании субъективной уверенности для определения вероятности. Рамсей предложил это определение как дополнение к частотному определению, которое было более развито в то время. Статистик Бруно де Финетти в 1937 году применил идеи Рамсея как альтернативу частотному определению. Леонард Сэвидж расширил эту идею в работе The Foundations of Statistics (1954).
Были попытки формального определения интуитивного понятия «степени уверенности». Наиболее общее определение основано на пари: степень уверенности отражается величиной ставки, которую человек готов поставить на то, что суждение истинно.

## Варианты
Различные варианты байесовской интерпретации вероятности: субъективная вероятность и логическая вероятность.

## Соотношение с частотной вероятностью
Байесовская вероятность противопоставляется частотной, в которой вероятность определяется относительной частотой появления случайного события при достаточно длительных наблюдениях.
Математическая статистика, основанная на частотной вероятности, была разработана Р. А. Фишером, Э. Пирсоном и Е. Нейманом в первой половине XX века. А. Колмогоров также использовал частотную интерпретацию при описании своей аксиоматики, основанной на интеграле Лебега.
Разница между байесовской и частотной интерпретацией играет важную роль в практической статистике. Например, при сравнении двух гипотез на одних и тех же данных, теория проверки статистических гипотез, основанная на частотной интерпретации, позволяет отвергать или не отвергать модели-гипотезы. При этом адекватная модель может быть отвергнута из-за того, что на этих данных кажется адекватнее другая модель. Байесовские методы, напротив, в зависимости от входных данных выдают апостериорную вероятность быть адекватной для каждой из моделей-гипотез.

## Применение
С 1950-х годов байесовская теория и байесовская вероятность широко применяются за счёт, например, теоремы Кокса и принципа максимальной энтропии. Для многих[каких?] задач байесовские методы дают лучший результат, нежели методы, основанные на частотной вероятности.
Байесовская теория используется как метод адаптации существующих вероятностей к вновь полученным экспериментальным данным.
Байесовская теория используется для построения интеллектуальных фильтров, используемых, например, для фильтрации спам-писем из электронной почты.